# Win32s
Win32s是建構於Windows 3.x之上的Win32實作，末尾的s意為子集（subset）。雖是Win32的一個實作，礙於DOS／Windows 3.x的先天限制，而未能實作執行緒和分離位址空間等現代作業系統的重要特性。之後則被實作較好的Windows 95所取代。

## 外部連結
- Win32 教程 by Graeme Chandler
- Win32s 相容列表 （页面存档备份，存于）